# Palmerarchipel
De Palmerarchipel of Antarctische Archipel is een eilandengroep aan de noordwestelijke kust van het Antarctisch Schiereiland van het Brits Antarctisch Territorium. De archipel, waar onder meer de Melchioreilanden toe gerekend worden, strekt zich uit van Toreneiland in het noorden tot Antwerpeneiland en Wiencke-eiland in het zuiden. De Straat van Gerlache en Straat Bismarck lopen door de archipel.

## Geschiedenis
De archipel werd in 1898 ontdekt door Adrien de Gerlache, de leider van de Belgische Antarctische expeditie (1897-1899) en vernoemde deze naar de Amerikaanse robbenjager Nathaniel Palmer, die op 17 november 1820 als eerste die omgeving van Antarctica zou hebben ontdekt.

## Poolstations
De Verenigde Staten exploiteert het permanente Station Palmer op Antwerpeneiland en Chili heeft het Station Yelcho op Doumereiland ten zuiden van Antwerpeneiland. Op het kleine Goudiereiland voor de kust van Wiencke-eiland en op het Wiencke-eiland bij 'Jougla Point' bevond zich tussen 1944 en 1962 het Britse onderzoekstation Port Lockroy, waar zich nu nog een postkantoor van het British Antarctic Survey bevindt dat in de zomer wordt aangedaan door cruiseschepen.

## Eilanden
De archipel bestaat uit de volgende eilanden:
- Abbott Island
- Alpha Island
- Anvers Island
- Auguste Island
- Beta Island
- Bob Island
- Brabant Island
- Bremen Island
- Buff Island
- Chionis Island
- Christiania Islands
- Chukovezer Island
- Cobalcescou Island
- Cormorant Island
- Davis Island
- Delta Island
- Dink Island
- Doumer Island
- Dream Island
- Emen Island
- Epsilon Island
- Eta Island
- Fridtjof Island
- Gamma Island
- Gand Island
- Halfway Island
- Hermit Island
- Hoseason Island
- Humble Island
- Imelin Island
- Janus Island
- Kalotina Island
- Kappa Island
- Lambda Island
- Lapteva Island
- Lecointe Island
- Litchfield Island
- Liège Island
- Masteyra Island
- Melchior Islands
- Ohlin Island
- Omega Island
- Pabellon Island
- Pampa Island
- Petrelik Island
- Pi Islands
- Psi Islands
- Raklitsa Island
- Rho Islands
- Rogulyat Island
- Sigma Islands
- Soatris Island
- Spert Island
- Spume Island
- Tau Islands
- Temenuga Island
- Tetrad Islands
- Theta Islands
- Torgersen Island
- Tower Island
- Trebishte Island
- Trinity Island
- Tripod Island
- Two Hummock Island
- Vázquez Island
- Vromos Island
- Walsham Rocks
- Wiencke Island
- Yoke Island
- Zigzag Island